# Henry Tuchet-Jesson
Thomas Touchet-Jesson (1913-1963), 23e baron Audley, est né dans le Herefordshire en Angleterre de Thomas Touchet Tuchet-Jesson et Annie Rosina Hammacott-Osler. Il étudie à Lancing College. Il se marie deux fois : d'abord avec June Isabel de Trafford née Chaplin, dont il divorce en 1957, puis avec Sarah Churchill.
Le 23 mai 1947, il devient 23e baron d'Audley, succédant à Mary Thicknesse-Touchet. À sa mort en 1963, le titre passe à sa sœur, Rosina (1911-1973).